# Umeh Emmanuel
Umeh Emmanuel (* 31. August 2004 in Keffi) ist ein nigerianischer Fußballspieler. Der Offensivspieler steht seit 2024 in der Schweiz beim FC Zürich unter Vertrag und ist ehemaliger Juniorennationalspieler.

## Karriere

### Verein
Emmanuel besuchte in seiner Jugend die Right2Win Sports Academy in Nigeria. Anfang 2022 wechselte er zum russischen FDC Vista Gelendzhik, bei dem er weiterhin in der Jugendmannschaft zum Einsatz kam.
Im Oktober 2022 verpflichtete ihn der bulgarische Erstligist Botew Plowdiw, in dessen Profimannschaft sich Emmanuel als Stammspieler durchsetzen konnte. 2024 gewann er mit dem Verein den bulgarischen Pokal, wobei er beim 2:3-Sieg im Finale gegen Ludogorez Rasgrad einen Treffer beisteuerte. Im Sommer 2024 schloss er sich dem Schweizer Erstligisten FC Zürich an, bei dem er einen Fünfjahresvertrag bis 2029 unterschrieb.

### Nationalmannschaft
Mit der nigerianischen U20-Nationalmannschaft nahm Emmanuel 2023 an der U20-Weltmeisterschaft teil und konnte dort in fünf Spielen mit zwei Torvorlagen auf sich aufmerksam machen, ehe das Team im Viertelfinale gegen Südkorea ausschied.